# Юмурчен
Юмурче́н (рос. Юмурчен) — село у складі Тунгокоченського району Забайкальського краю, Росія. Розташоване в межах міжселенної території Тунгокоченського району.

## Населення
Населення — 118 осіб (2010; 121 у 2002).
Національний склад (станом на 2002 рік):
- росіяни —82 %